# توارلين فيتزباتريك
توارلين فيتزباتريك (بالإنجليزية: Toarlyn Fitzpatrick)‏ مواليد 4 سبتمبر 1989 في فلوريدا، هو لاعب كرة سلة أمريكي. بدأ مسيرته الاحترافية في سنة 2013. يلعب في الدوري اليوناني لكرة السلة كلاعب وسط. يحمل الرقم 9. يبلغ طوله 6 قدم 9 بوصة (2.1 م). لعب مع تايغرز توبينغن في الدوري الألماني لكرة السلة.

## روابط خارجية
- توارلين فيتزباتريك على موقع كرة السلة الأوروبية.كوم (الإنجليزية)
- توارلين فيتزباتريك على موقع DraftExpress.com (الإنجليزية)
- توارلين فيتزباتريك على موقع كلية كرة السلة في سبورتس رفرنس.كوم (الإنجليزية)
- توارلين فيتزباتريك على موقع ريلجم (الإنجليزية)
- توارلين فيتزباتريك على موقع بروبوليرز (الإنجليزية)
- توارلين فيتزباتريك على موقع سبورتس رفرنس (الإنجليزية)